# IC 1151
IC 1151 је спирална галаксија у сазвјежђу Змија која се налази на листи објеката дубоког неба у Индекс каталогу.
Деклинација објекта је + 17° 26' 27" а ректасцензија 15h 58m 32,3s. Привидна величина (магнитуда) објекта IC 1151 износи 12,8 а фотографска магнитуда 13,5. IC 1151 је још познат и под ознакама UGC 10113, MCG 3-41-15, CGCG 108-28, KUG 1556+175, IRAS 15562+1734, PGC 56537.